# 钓台街道
钓台街道，是中华人民共和国陕西省咸陽市秦都区下辖的一个乡镇级行政单位。

## 行政区划
钓台街道下辖以下地区：
钓鱼台村、曹家寨村、西张二村、西张一村、马家寨村、王道村、资村、和兴堡村、西屯村、曹家滩村、东江渡村、东张村、李家庄村、郭村、文家村、杨户寨村、南北季村、马家庄村、吴家庄村、八里庄村和梁家庄村。